# دانیل چسترز
دانیل چسترز (انگلیسی: Daniel Chesters؛ زادهٔ ۴ آوریل ۲۰۰۲) بازیکن فوتبال است.